# 꼬마굴나방상과
꼬마굴나방상과(Nepticuloidea)는 나비목에 속하는 아주 작은 단문류 나방 상과이다. 겹눈 위에 작거나 큰 눈썹이 있다. 꼬마굴나방상과는 2개 과를 포함하고 있다. "피그미나방"(꼬마굴나방과)은 12개 속으로 이루어져 있고 전 세계에 걸쳐 다양하게 분포하며 주로 나뭇잎을 갉아 먹으며, "흰눈썹나방"(흰꼬마굴나방과) 또한 전 세계에 분포하며 5개 속으로 이루어져 있고, 생태에 대해서는 덜 알려져 있다(Davis, 1999).

## 하위 과
- 꼬마굴나방과 (Nepticulidae)
- 흰꼬마굴나방과 (Opostegidae)